# Eichbühl (Erlenmoos)
Eichbühl ist ein Teilort der Gemeinde Erlenmoos im Landkreis Biberach in Oberschwaben.
Der Ort wurde im Jahr 1312 erstmals urkundlich mit dem Namen „Aichbühel“ erwähnt. Das Dorf zählt im Jahr 2021 rund 210 Einwohner und hat eine Markungsfläche von 572 ha. 

## Geographie
Der Ort ist mit einer durchschnittlichen Höhenlage von 646 m ü. NN der Höchstgelegene in der Gemeinde. Durch Eichbühl führt die Landesstraße 301 von Erlenmoos nach Rot an der Rot. Im Südwesten ist der Ort Oberstetten durch ein Wäldchen vom Ort getrennt.
Hier reihen sich die bäuerlichen Anwesen auffallend geregelt mit ihren Giebelseiten rechts und links der Straße. Der Ort ist stark geprägt von den relativ vielen landwirtschaftlichen Betrieben. Für die Dorfgemeinschaft und die Freiwillige Feuerwehr Eichbühl wurde im Jahr 2004 das Dorfgemeinschaftshaus gebaut. Der Rote Weiher liegt an der südlichen Markungsgrenze und lädt im Sommer zum Baden und Schwimmen ein.
Georg Zell, Bauer und Kapellenpfleger aus Eichbühl, verfasste das Heimatlied von Eichbühl. Es wird nach der Melodie „Mei Schatz des ischt a Schnitter“ gesungen.

## Kulturdenkmale
In der Liste der Kulturdenkmale in Erlenmoos sind für Eichbühl zwei Kulturdenkmale aufgeführt, unter anderem die Marienkapelle.